# Ябруд
Ябруд (араб. يبرود‎) — город на юго-западе Сирии, расположенный на территории мухафазы Дамаск. Административный центр одноимённого района.

## Географическое положение
Город находится в северной части мухафазы, севернее одноимённого горного хребта, на высоте 1415 метров над уровнем моря.

Ябруд расположен на расстоянии приблизительно 57 километров к северо-северо-востоку (NNE) от Дамаска, административного центра провинции и столицы страны. Ближайший аэропорт расположен в городе Дамаск.

## Демография
По данным официальной переписи 1981 года, население составляло 17 064 человек.
Динамика численности населения города по годам:
| 1981   | 2003   | 2012   |
| ------ | ------ | ------ |
| 17 064 | 38 194 | 47 136 |

## Достопримечательности
В Ябруде находится греко-католический Собор Константина и Елены, при строительстве которого использовались фрагменты античного храма, посвященного Юпитеру. 

Также в окрестностях города расположен скальный навес, являющийся археологическим памятником. Найденные при раскопках предметы позволяют говорить о том, что люди населяли этот район уже в нижнем палеолите. Орудия, найденные здесь, получили название ябрудских и были отнесены к отдельной археологической культуре. По другой версии орудия так называемой «ябрудской культуры» относятся к одному из этапов развития табунской культуры. Ашельско-ябрудский комплекс хронологически имеет три традиции каменных орудий: ашельско-ябрудскую, ябрудскую и доориньякскую или амудскую. Некоторые из найденных артефактов получили название преориньякских, так как это одни из самых первых в мире «представителей» культуры пластин, которые, как считают некоторые специалисты по истории первобытности, были предшественниками материальной культуры ориньяка — верхнепалеолитической индустрии Европы. Помимо этого было обнаружено несколько предметов, которые можно назвать прототипами мустьерских орудий, характерных для среднего палеолита. Обсидианный скребок со стоянки Ябруд II (Yabroud Rockshelter II), обнаруженный в 4-м слое (~ 41—32 тыс. л. н.), судя по химическому анализу мог быть принесён с отложений Komürcü вулкана Гёлью Даг в центральной Турции в 700 км от Ябруда.
В Ябруде слои эпипалеолитической натуфийской культуры перекрывают нижележащие слои верхнепалеолитической кебарской культуры.